# Ippodromo delle Capannelle
Das Ippodromo de Capanelle ist eine Pferderennbahn in Rom, in der Zone XVIII Capannelle, an der Via Appia.

## Geschichte
Das Ippodromo delle Capannelle wurde 1881 gegründet, und 1926 nach Plänen von Paolo Vietti-Violi umgebaut. Ursprünglich wurde dort nur Galopprennen, sowohl Flachrennen als auch Hindernisrennen ausgetragen.
Seit 2014 finden dort auf einer eigens dafür angelegten Bahn auch Trabrennen statt, nachdem die römische Trabrennbahn Tor di Valle im Jahr 2013 geschlossen und dort der Neubau eines Stadions für den Fußballverein A.S. Rom begonnen wurde.
Auf der Rennbahn von Capannelle werden weitere Sportveranstaltungen durchgeführt. Es gibt einen Cricketplatz mit einer eigenen kleinen Tribüne für 60 Zuschauer, der als Spielstätte für den Cricketclub Capannelle Roma dient. Die Rennbahn wird als Veranstaltungsort für Konzerte und Zirkus genutzt. Im September 2015 spielte hier beispielsweise die Band Linkin Park.

## Rennen
- Premio Regina Elena
- Derby Italiano[3]
- Premio Presidente della Repubblica
- Gala International du Trot
- Premio Tudini
- Premio Roma
- Grand Steeple Chase de Capanelle – Das Rennen wurde nach Meran verlegt, nachdem die Hindernisbahn zugunsten der Trabrennbahn aufgegeben wurde.

## Galerie

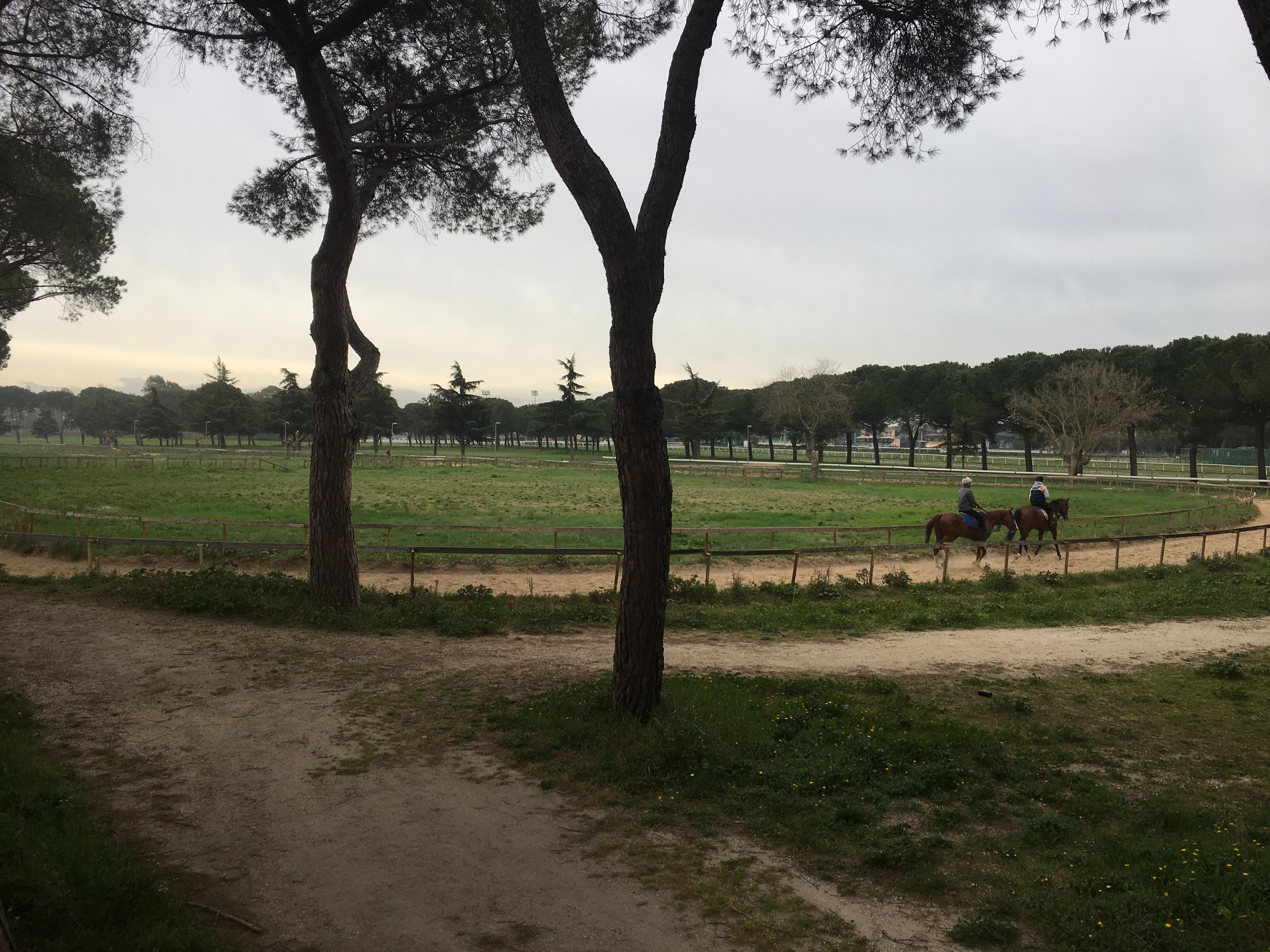
Rennbahn Capannelle, März 2019
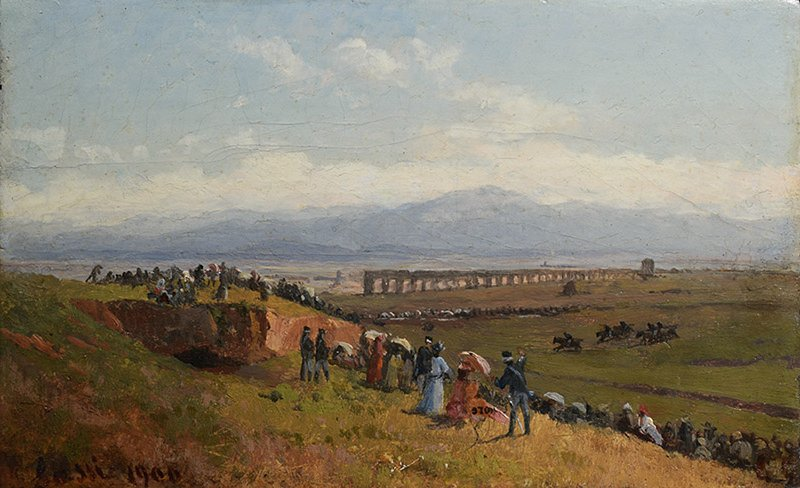
Pietro Sassi, Auf der Rennbahn in Capannelle, 1900
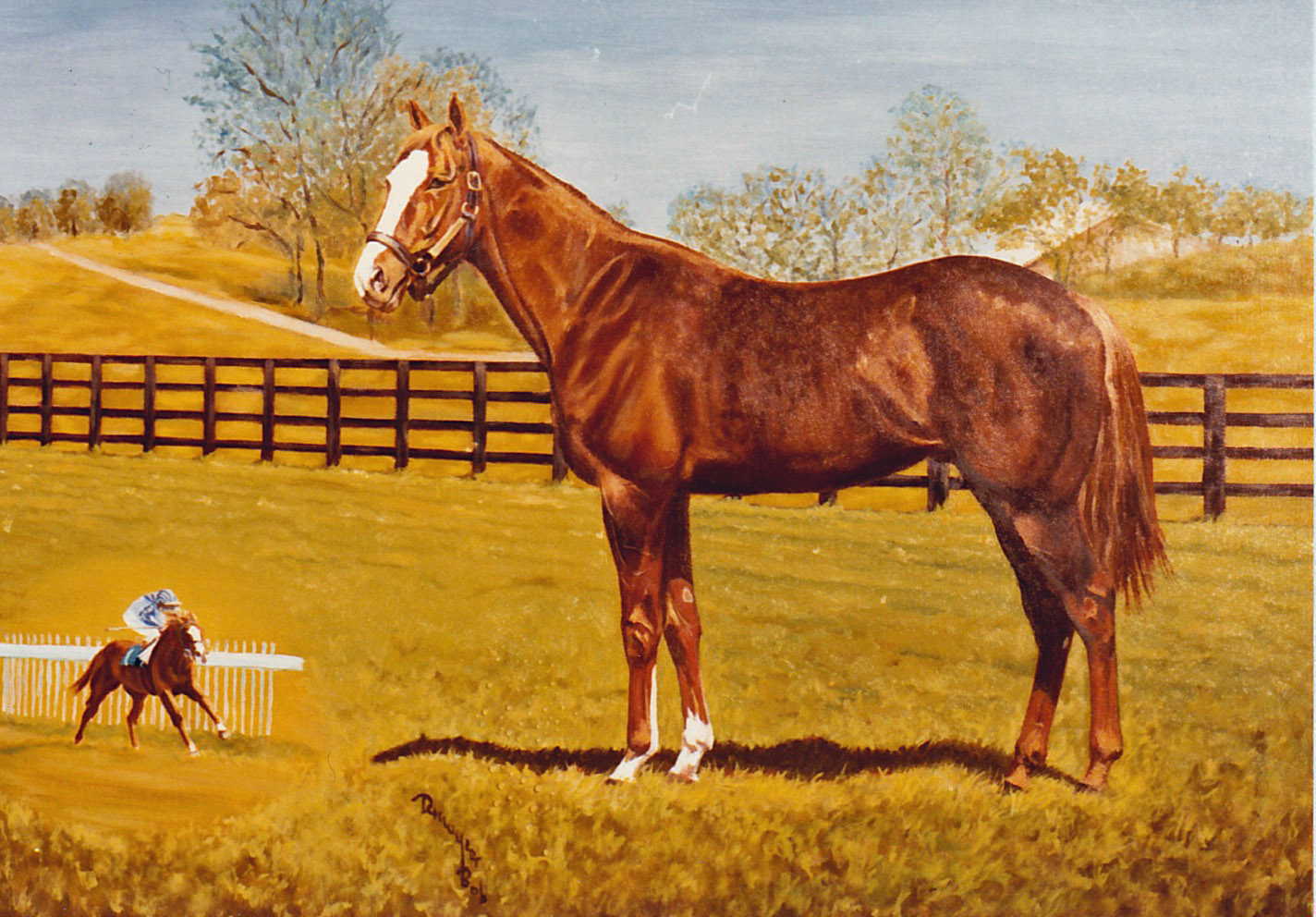
Northjet, Sieger im Premio Tudini 1981, von Bob Demuyser
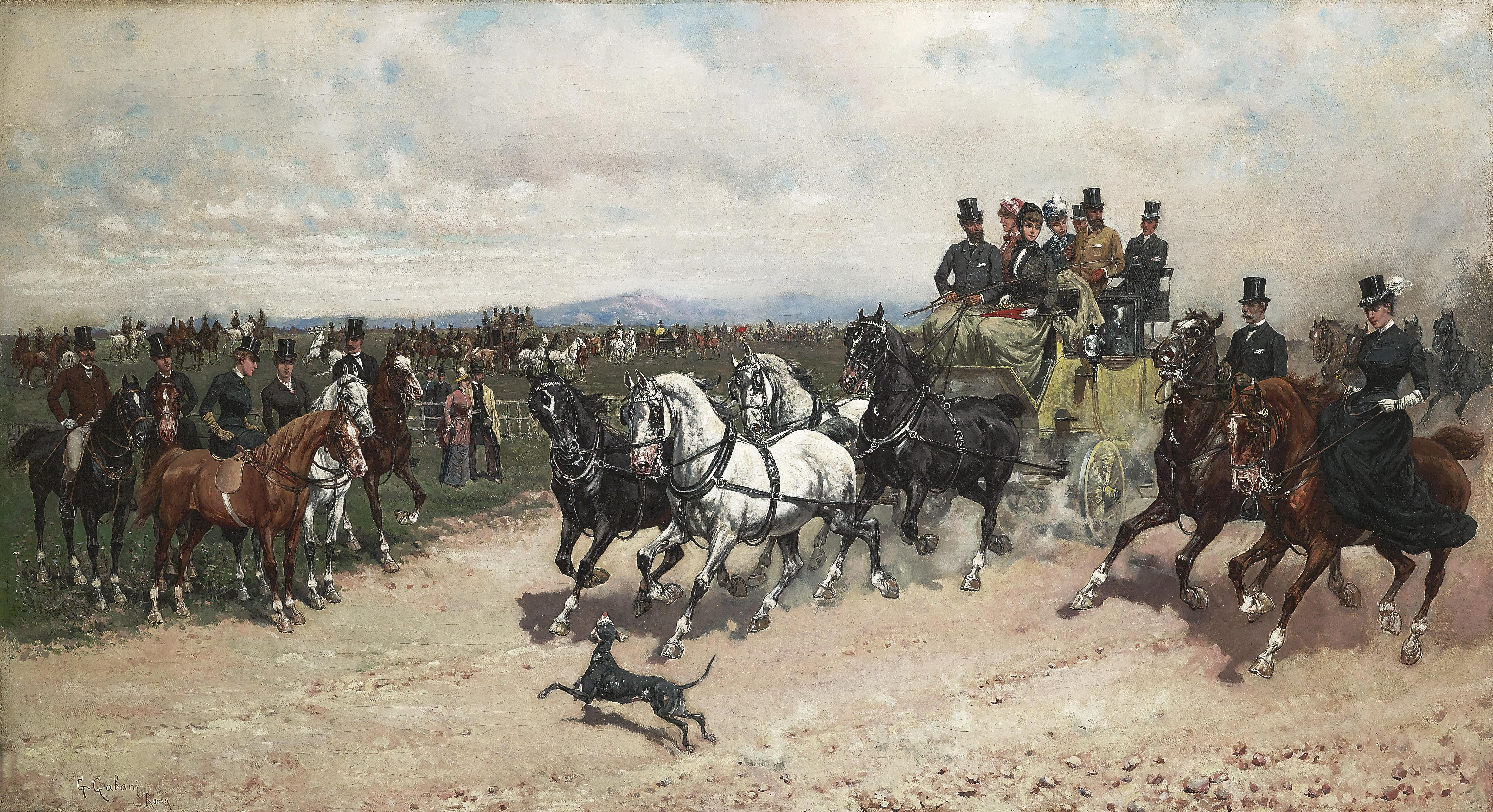
Giuseppe Gabani, Die Rückkehr von Capannelle, 1899
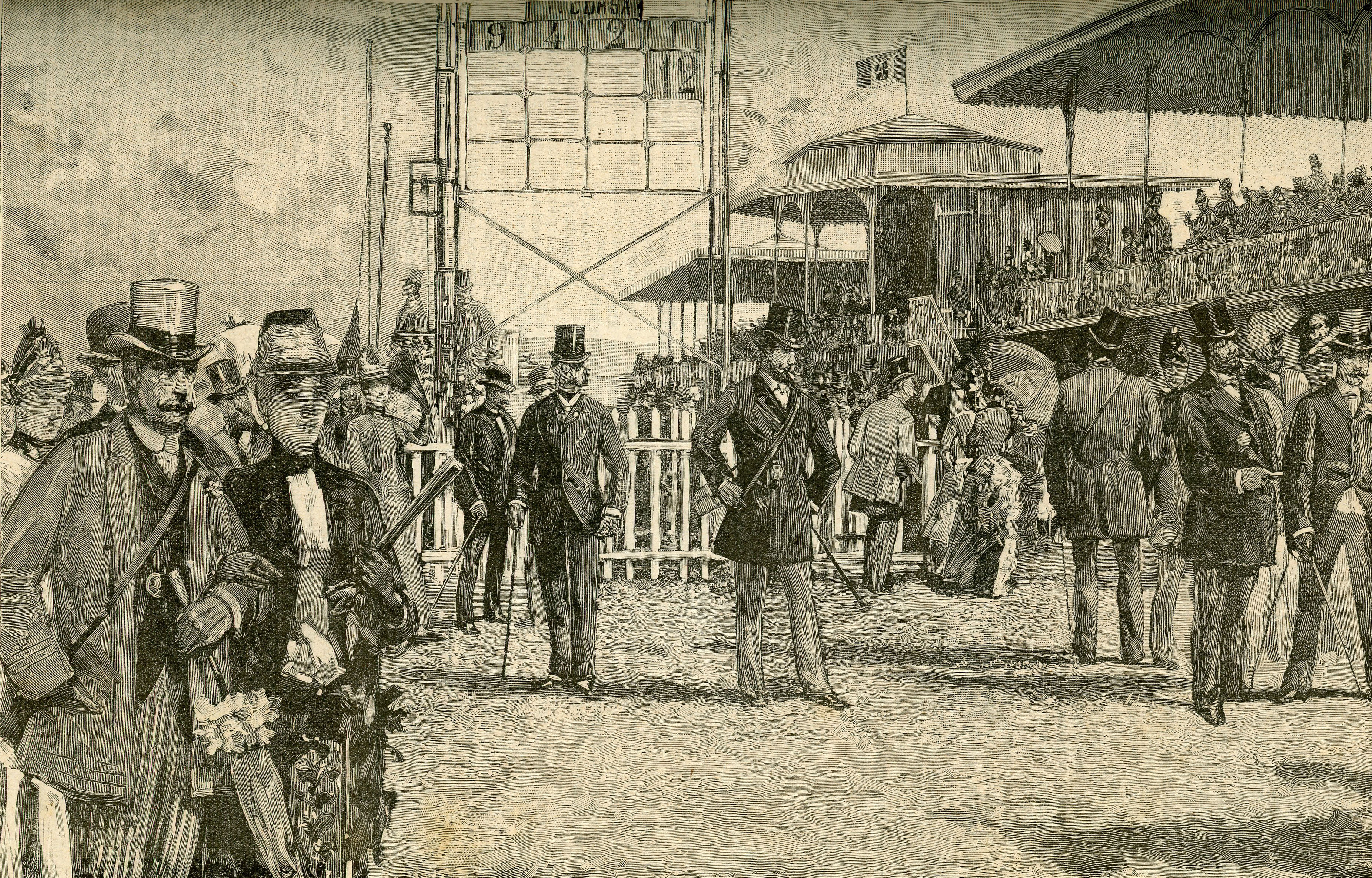
Capannelle, 1889

## Sonstiges
Die Pferderennbahn liegt unmittelbar neben der nördlichen Endanflugschneise des Flughafens Rom-Ciampino und kann kurz vor der Landung auf der Landebahn 15 auf der rechten Seite betrachtet werden.